# Латиноамериканці
Латиноамериканці (ісп. Latinoamericanos) — узагальнена назва іспано- та португаломовних народів, що населяють територію сучасної Латинської Америки та широко представлені також в США, Іспанії, Канаді, Португалії, Італії, Великій Британії та інших країнах внаслідок економічної і політичної еміграції. Унаслідок того, що французька мова також є романською, до латиноамериканців належать також франкомовні народи Карибського басейну (гаїтяни, гвіанці, мартінікці, гваделупці, за походженням також домініканці та гренадці).

## Історія
Об'єднує всіх латиноамериканців насамперед їх історичне походження. Формування латиноамериканських народів почалося в Добу великих географічних відкриттів в Західній півкулі і розвитку двох ранніх європейський колоніальних імперій — Іспанської та Португальської, меншою мірою також і Французької. Визначальним став період між XVI-XVIII століттями, коли європейські конкістадори підкорили значні території Південної Америки і вступили в інтенсивні контакти з місцевим населенням.

## Етногенез

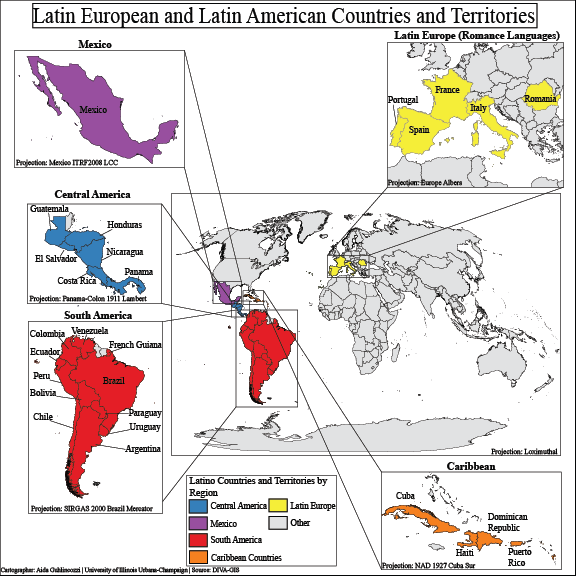
Мапа латиноамериканських і латинських європейських країн і територій

Переважну, хоча далеко не єдину роль в процесі етногенезу латиноамериканських народів зіграли романські народи так званої Старої Романії та / або Латинської Європи, тому сучасні латиноамериканці іменуються неороманськими народами, а їх ареал проживання — неороманським (Нова Романія). Вони вважають рідною або ж добре розмовляють на романських мовах, які походять від латині (звідки й назва). Виняток становить лише деяка частина латиноамериканців США, уродженців цієї країни, які, зберігаючи латиноамериканську культуру і самосвідомість, перейшли на англійську мову або ж повністю американізувалися. Іншою відмінною рисою є прихильність більшості латиноамериканців до католицтва, хоча останнім часом збільшилася кількість атеїстів, послідовників протестантських церков, інших релігій і різних сект. Виділяє латиноамериканців також і їх концентрація в регіонах з жарким екваторіальним, тропічним та субтропічним кліматом.

### Расова різноманітність
На відміну від північноамериканських колоній Великої Британії, де індіанське населення піддалося майже поголовному геноциду, в іспанських та португальських колоніях місця масової концентрації корінного населення (Мексика, Перу) стали одночасно і центрами іспанської культури, започаткувавши процес расово-культурного змішання. Тому сучасні латиноамериканці відрізняються своєрідним расово-генетичним складом з переважанням людей змішаного походження з найрізноманітнішими комбінаціями європейських, африканських, індіанських та навіть азійських генів. На початку XVI століття, крім іспанських і португальських чоловіків-ідальго сюди стали прибувати й заслані з Іспанії цигани, євреї, араби-мориски, потім були привезені негри-раби з Африки, пізніше з'явилися і європейські колоністи з інших, переважно католицьких країн (французи, численні італійці, західні українці, німці, хорвати тощо), знову посилився приплив переселенців з Іспанії та Португалії (кінець XIX — поч. XX ст.)
Тому нині расово-генетичний склад дуже різноманітний по країнах. Так, умовно позначені білі латиноамериканці становлять більшість населення (понад 80%) в Аргентині та Уругваї, але тільки близько половини населення Бразилії (53,7%) і менше ніж 10% населення Мексики. У Мексиці і Чилі 2/3 населення становлять метиси: у Чилі з більшою домішкою європейської, в Мексиці — з індіанської крові, хоча пропорції сильно варіюють по містах і провінціях усередині кожної країни. Приміром, у середньостатистичного мексиканця 58% генів європейські (переважно іспанські), 39% — індіанські і близько 3% — африканські. Більш того, на відміну від США, расові категорії гнучкі і прозорі, один і той самий чоловік може відносити себе до декількох категорій і переходити з однієї в іншу впродовж свого життя в залежності від свого соціального статусу, освіти, кола спілкування тощо. Так значна частина умовно білого населення Аргентини має істотну домішку індіанської (близько 1/3) і навіть африканської крові. Те ж саме стосується і до умовно білих бразильців. Хоча відкритого інституційного расизму та сегрегації в латиноамериканських країнах ніколи не було, більш європейські (світлі) риси сприймаються як бажаніші в порівнянні з індіанськими і африканськими.
З іншого боку, мулати і негри складають близько 80% населення Домініканської республіки, і близько 40% населення Бразилії. У Болівії та Перу, Гватемалі і Південній Мексиці досі абсолютно переважають корінні індіанці, значна частина яких, проте, вже прийняла католицтво і перейшла на іспанську мову.

## Чисельність
Загальна чисельність латиноамериканців — близько 600 мільйонів осіб. Найбільші латиноамериканські народи: бразильці — близько 190 млн чол (2008 р., оцінка) та мексиканці — близько 150 млн чол. (2008 р., оцінка). За ними слідують колумбійці (45 млн) та аргентинці (40 млн). Особливо виділяється велика емігрантська група латиноамериканців США, яка складає понад 15% населення країни або 45 млн осіб (2007).